# Marino Pušić
Marino Pušić (* 18. srpna 1971 Mostar) je chorvatský fotbalový trenér a bývalý fotbalista. Od roku 2023 je trenérem ukrajinského klubu FK Šachtar Doněck. Jako hráč a trenér se věnoval také futsalu.

## Hráčská kariéra
Pušić hrál za De Graafschap, VV Rheden, 1. FC Köln II a KAS Eupen.
Byl součástí týmu Crvené zvezdy Bělehrad, se kterým vyhrál Evropský pohár v letech 1990–91. Z důvodu rozpoutání války v Jugoslávii odjel do Nizozemska, kde začal hrát za amatérský klub SV Babberich. Pušić se později stal v Babberichu klubovou legendou, když v roce 1996 vstřelil oba góly ve finále Nizozemského amatérského poháru proti SHO na stadionu De Kuip. V roce 1999 odmítl přestup do chorvatského Záhřebu.

## Trenérská kariéra
Pušić byl trenérem ve fotbalové akademii Vitesse/AGOVV a asistentem trenéra v NAC Breda, Inter Baku a FC Twente.
Dne 18. října 2017 byl jmenován dočasným trenérem FC Twente poté, co byl jeho předchůdce René Hake nucen odejít. V říjnu přesněji 29. října 2017 byl Gertjan Verbeek představen jako nový trenér, poté se Pušić vrátil do své role asistenta. Na konci března 26. března 2018 byl znovu povýšen na pozici dočasného trenéra, protože Verbeek byl propuštěn. Jako dočasný hlavní trenér Pušić nedokázal zachránit sezónu a s FC Twente skončil v Eredivisie poslední, čímž sestoupil do Eerste Divisie. Od sezóny 2018-19, Pušić byl povýšen na hlavního trenéra. V následujícím ročníku 2019-2020 dokázal s FC Twente vyhrát Eerste Divisie a postoupil zpět do nizozemské nejvyšší soutěže. V květnu 2019 přijal nabídku stát se asistentem trenéra v AZ Alkmaar. V lednu 2021 Pušić přijal nabídku stát se asistentem trenéra ve Feyenoordu. Na tento post nastoupl od léta 2021.
Dne 24. října 2023 Pušić opustil Feyenoord, aby se stal novým hlavním trenérem ukrajinského klubu Šachtar Doněck.

## Tituly
Trenér
FC Twente
- Eerste Divisie: 2018–19

Asistent trenéra
Feyenoord
- Eredivisie: 2022–23